# Carlo Cavina
Carlo Cavina (* 29. August 1820 in Castel Bolognese bei Imola, Italien; † 15. September 1880 in Lugo) war italienischer Priester der katholischen Kirche und gründete 1872 die Kongregation der Töchter des hl. Franz von Sales von Lugo.

## Kindheit und Jugend
Carlo Cavina wurde am 29. August 1820 in Castel Bolognese bei Imola in Italien geboren. Er war das dritte Kind von Salvatore Cavina und dessen Frau Luisa, geborene Minardi. Schon sehr früh entschied er sich, katholischer Priester zu werden. Gleich nach Ende des Gymnasiums trat er in das Priesterseminar von Imola ein. Am 10. Januar 1843 wurde er zum Priester geweiht.

## Priesterjahre
Gleich nach seiner Priesterweihe wurde er Erzieher im Seminar von Imola. Diese Aufgabe war für ihn eine große Herausforderung. Als gerade geweihter Priester sollte er für die Ausbildung zukünftiger Priester verantwortlich sein. In dieser schwierigen Situation holte sich Carlo Cavina Hilfe bei einem Heiligen, der bis zu seinem Tod sein großes Vorbild blieb: Franz von Sales, Bischof von Genf-Annecy am Beginn des 17. Jahrhunderts. Vor allem beeindruckte Cavina der unermüdliche pastorale und missionarische Einsatz des Heiligen, der getragen war von einem unbedingten Vertrauen auf Gott.
Nach fünf Jahren Unterricht im Seminar wurde Carlo Cavina 1848 Pfarrer von Monte Catone, einer kleinen Pfarrgemeinde im hügeligen Umland von Imola. Zwei Jahre später, 1850, ernannte man ihm zum Propst der Kollegkirche von Lugo.
Carlo Cavina war für alle Menschen offen, für die Armen und Reichen, die Arbeitgeber und Arbeitnehmer, Eltern und Kinder, Alte und Junge. Selbst als er mit Widerstand und unüberwindlichen Schwierigkeiten zu kämpfen hatte, verlor er nie den Mut.

## Gründung der Töchter des hl. Franz von Sales von Lugo
In der Überzeugung, dass die Jugend von Italien eine solide christliche Erziehung nötig habe, gründete er am 23. August 1872 zusammen mit Sr. Theresa Fantoni und Sr. Luigia Montanari die Kongregation der Töchter des hl. Franz von Sales von Lugo. Sie sollten sich, gegründet auf die Spiritualität des hl. Franz von Sales, vor allem um die Ausbildung von Kindern und Jugendlichen in Schulen, Internaten, Lehrlingsheimen und Waisenhäusern kümmern.

## Tod
Carlo Cavina starb am 15. September 1880 im Alter von 60 Jahren. Seine Töchter des hl. Franz von Sales sind heute eine weltweit wirkende Ordensgemeinschaft, die sich vor allem um die Erziehung und Bildung von Jugendlichen kümmert.